# Blusa

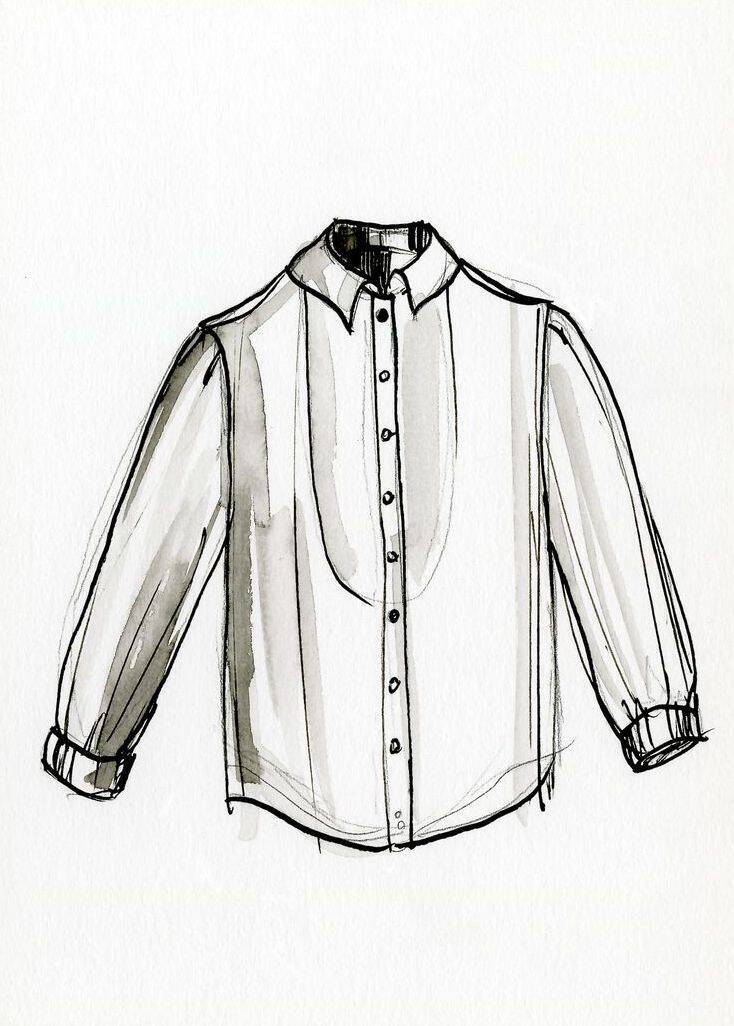
Dibujo de una blusa.

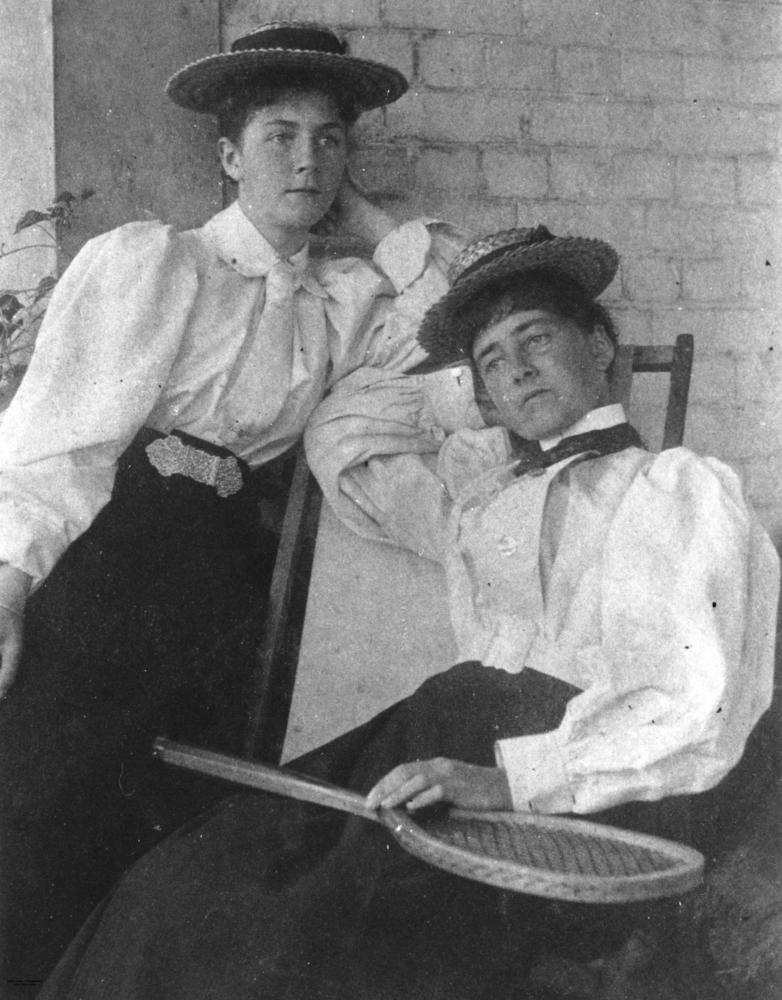
Dos mujeres con blusas preparadas para un partido de tenis (hacia 1890).

Una blusa (del francés blouse) es una prenda de vestir, similar a la camisa, utilizada por mujeres, niños y en diferentes trabajos —tanto mujeres como hombres—.

## Historia de la blusa

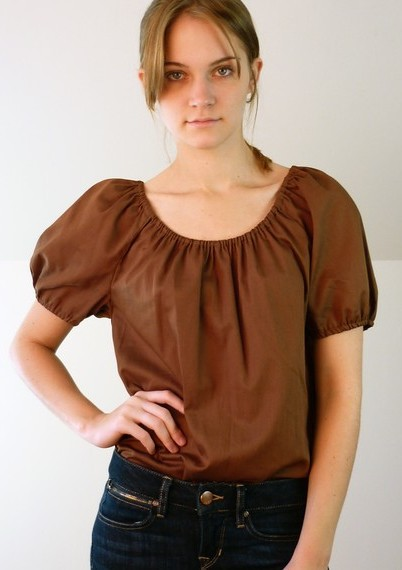
Mujer con blusa de manga corta.

Las blusas raramente formaban parte del guardarropa de la mujer hasta los años 1890. Antes de entonces, eran ocasionalmente populares para el uso informal en los estilos que asemejaban la ropa campesina o tradicional, tal como la camisa de Garibaldi de la década de 1860.
Durante la época victoriana más tardía, las blusas llegaron a ser comunes para un uso informal, práctico. Una blusa simple con una falda llana era el vestido estándar para la mano de obra (no-doméstica) femenina nuevamente ampliada en los años 1890, especialmente para los empleados en trabajo de oficina. En las décadas de 1900 y 1910, blusas elaboradas como la blusa de lencería (así llamada porque fue adornada pesadamente con cordones y bordados en un estilo restringido antes a la ropa interior) y la blusa Gibson Girl con plisados, llegaron a ser inmensamente populares para vestir de día e incluso para cierto uso informal por la noche. Desde entonces, las blusas no han dejado de ser un valor fijo en el guardarropa.

## Confección de la blusa
Las blusas se hacen de tela de algodón o de seda y pueden o no incluir cuello o mangas. También pueden contener detalles tales como colmenas o decoraciones bordadas.
Las blusas tienen botones invertidos a los de las camisas de los hombres. Es decir, los botones están normalmente en el lado izquierdo y los ojales en el derecho. Las razones de esto son confusas, sin embargo: 
- Algunos sugieren que esta costumbre fue introducida por tintoreros de modo que pudieran distinguir entre las camisas de las mujeres y las de los hombres.
- Otra teoría establece que la tradición nació durante la Edad Media en que una forma de manifestar la abundancia era por el número de los botones que se usaban. Las criadas estaban a cargo de abotonar los vestidos de la señora (puesto que los botones estaban generalmente en la parte posterior). Cansadas de abotonar los botones al revés, comenzaron a invertir la dirección de los botones.

En muchos casos la tela con la que se confeccionan las blusas suele tener cierta transparencia a diferencia de las camisas masculinas que suelen ser opacas. Además, en ocasiones como complemento se suele añadir una bufanda (del mismo modo que lo haría la corbata en el caso de los hombres).

## Las blusas y la industria textil
La confección de blusas se hacía generalmente como manufactura en las casas por las mujeres —generalmente— o en pequeños talleres de modistas y sastrerías. La fabricación de camisas tuvo un auge a finales del siglo XIX en Estados Unidos. Aprovechando la emigración de Europa se trasladó el trabajo de costurera en el hogar a talleres y fábricas que van a componer el entramado de la industria textil y de confección. La prenda, camisa o blusa, tuvo un crecimiento espectacular al sustituir a otras prendas más tradicionales. 
El desarrollo industrial textil tuvo varios acontecimientos importantes en Estados Unidos: la denominada Huelga en las fábricas de camisas de Nueva York en 1909 y en el año siguiente el terrible Incendio en la fábrica Triangle Shirtwaist de Nueva York de 1911 que marcaron el desarrollo de las condiciones laborales de la industrial textil.
Asimismo, en 2013 se produjo el colapso del edificio en Savar donde estaban instaladas numerosas fábricas de ropa que suministraban productos a numerosas empresas comerciales de todo el mundo.
En México, la existencia de maquiladoras ha permitido al país un desarrollo económico y la creación de empleo en el sector femenino pero a costa de penosas condiciones de trabajo —largos horarios y escasos sueldos—.